# 維克托·帕維契奇

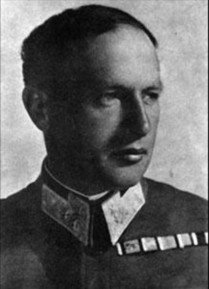
维克托·帕维契奇

维克托·帕维契奇（1898年10月15日—1943年1月20日），克罗地亚军官。

## 生平
于1942年7月至8月担任克罗地亚独立国军军事学院的院长。8月，帕维契奇被任命为德意志国防军第369克罗地亚加强步兵团的指挥官。9月底，他获得克罗地亚独立国领袖安特·帕韦利奇的接见，随后他率领他的军团被派往东部战线，参加斯大林格勒战役。在这场战役中，第369加强步兵团遭到毁灭性打击，帕维契奇选择率领他的步兵团离开战场回克罗地亚去。然而他在1943年1月20日被杀，其死因在各种文献中记载互相矛盾。一说他在回国途中座机被苏联人击落，一说他因为要逃离战场而被德军处决。马尔科·梅西奇取代了他的位置。